# Lokális sűrűségközelítés
A lokális sűrűségközelítés (angolul local-density approximation, LDA) a cserélődési-korrelációs (XC) energiafunkcionál közelítése, amelyben az általános, változó {\displaystyle n({\vec {r}})} sűrűségű elektrongázt cserélődési-korrelációs energiáját a tér minden {\displaystyle {\vec {r}}\,\;} pontjában a homogén nem kölcsönható elektrongáz egy elektronra jutó cserélődési-korrelációs energiájával közelíti. Ez az egyik gyakran használt energia és potenciál közelítés. Az LDA homogén elektrogáz esetében egzakt és lassan változó sűrűségű elektrongáz esetében jó közelítés. Ezért jól használható kiterjedt elektrongázok, sokelektronos rendszerek számítására. Jó eredményt ad szilárd testek esetében. A tapasztalat szerint felületi energia számításakor is jó eredményt kapunk, pedig ebben az esetben viszonylag gyorsan változik az elektronsűrűség. A jó eredmények hibakompenzáción alapulnak, a korrelációs és cserélődési energia külön-külön hibás, de a hibák ellenkező előjelűek és így részben kompenzálják egymást (pl. túlbecsült cserélődési tag és alábecsült korrelációs tag).
Molekulák és atomok esetében - ezek kevésbé tekinthetők nagy kiterjedésű, homogén rendszernek - a hibakompenzáció rosszabbul működik, a számított energiák hibásak. Jellemző hiba, hogy a molekulák teljes disszociációs energiáját, az atomokra való szétesését erősen túlbecsli, mert a kis méretű, gyorsan változó elektronsűrűségű atomok energiájában nagyobb pozitív hibát vét, mint a molekulák esetében, ahol lehetnek régiók a kötések centrumában ahol az elektronsűrűség közel homogén. A kovalens kötésű molekulák egyensúlyi magtávolságaira jó eredményt kapunk. A reakció energiák kiszámításakor a kémiai pontosságtól (1 kcal/mol) messze elmarad, különösen kovalens kötések disszociációs energiájára ad rossz eredményt. Megjegyzendő, hogy az energia második deriváltját erősen túlbecsüli, ezért a számított rezgési frekvenciák túl nagyok lesznek, a kötés túl erős lesz. Az energia hiperfelületen az energiaminimumok jó helyen vannak, de az energia értéke és a hiperfelület görbülete hibás.
A cserélődési energiát a következőképpen lehet kiszámítani az LDA közelítéssel:
{\displaystyle E_{x}=\int d^{3}r\,n({\vec {r}})\left({{-3e^{2}} \over {4\pi }}\right)\left(3\pi ^{2}n({\vec {r}})\right)^{1 \over 3}}
ahol {\displaystyle e\,\;} az elektron töltése.
A korrelációs energiát kvantum Mote Carlo közelítés alapján illesztett funkcionál segítségével számítják ki. Több alakja is van, de ezek azonos eredményt adnak (pl. Vosko Wilk Nusssair 5., VWN5 és Perdew Wang 1992, PW92 parametrizáció).
A közelítés következő szintje az általánosított gradiensközelítés (GGA), amelyben az elektronsűrűség redukált gradiensét is figyelembe veszik egy függvény segítségével.